# Сергеев, Владимир Андреевич
Влади́мир Андре́евич Серге́ев (31 мая 1930, Чита — 13 ноября 1994, Барнаул) — советский прозаик, переводчик, журналист, редактор.

## Биография
В 1934 году семья переехала в г. Ачинск, в 1937 году — в Барнаул.
В 1948 году окончил школу-десятилетку, в 1954 году филфак Ленинградского университета — болгарское переводческое отделение и отделение журналистики.
После университета работал в газетах «Магаданская правда», «Советская Чукотка», заведовал Красной ярангой в пос. Энмелен Провиденского района, был редактором магаданского радио. В 1960—1962 годах учился на Высших литературных курсах в Москве. По окончании — снова в Барнауле.
Впервые, ещё мальчишкой, со стихами о Сталинграде выступил перед ранеными 18 ноября 1942 года. Первая публикация в журнале «Звезда» (N 6 1952 г.). Первая книжка «Вместе с вами» вышла в Магадане в 1956 году. В Союз писателей принят 29 февраля 1960 года.
Его темы: любовь и дружба, война и мир, добро и зло. Привлекали юмор и сатира. Переводил первые стихи
первого чукотского поэта Виктора Кеулкута, первой чукотской поэтессы Антонины Кымытваль, первого эскимосского поэта Юрия Анко, а также с якутского, алтайского, немецкого.
Умер 13 ноября 1994 году. Уже посмертно был опубликован его роман-воспоминание «Бобровая охота», об очень непростой и сложной судьбе советского поэта, его столкновении с властной системой КГБ.
29 мая 2015 года на доме, где жил Владимир Андреевич Сергеев в Барнауле, была открыта мемориальная доска.